# Operation Inherent Resolve
Die Operation Inherent Resolve ist die militärische Intervention der USA gegen die Terrormiliz Islamischer Staat im Irak und in Syrien. Der Name bedeutet laut dpa und AFP in etwa „Operation natürliche Entschlossenheit“ und soll laut einer Mitteilung des US-Zentralkommandos die „unerschütterliche Entschlossenheit und tiefe Hingabe im Kampf gegen den IS“ widerspiegeln. Die Operation ist Bestandteil der internationalen Allianz gegen den islamischen Staat.

## Alliierte
Zur Inherent Resolve Kinetic Strike-Gruppe (24) gehören die USA, Deutschland, Großbritannien, Kanada, Australien, Neuseeland, Bahrain, Jordanien, Polen, Saudi-Arabien, die Vereinigten Arabischen Emirate, Singapur, Marokko, Katar, Belgien, Dänemark, Frankreich, Italien, die Niederlande, Schweden, Finnland, Norwegen, Spanien und die Türkei.
Neben den USA haben weitere Länder militärische Operationen gegen den IS gestartet. So nennt Großbritannien seinen Einsatz gegen den IS Operation Shader und Deutschland Operation Counter Daesh.

## Einsatz
Der im 2. Halbjahr 2014 gestartete Einsatz bezog sich zunächst nur auf Ziele im Irak wurde aber schon nach kürzester Zeit auch auf Ziele des IS in Syrien ausgeweitet. Ziel ist es, den IS maßgeblich zu schwächen und lokale Kräfte gegen den IS auszubilden.
Seit Januar 2015 fliegen deutsche Tornados über Syrien und den Irak im Rahmen der Operation Inherent Resolve, um Aufklärungsdaten zu sammeln.
Eine als strategischer Schlüsselpunkt gesehene Schlacht stellte die Schlacht um Kobanê dar. Im Frühjahr 2016 eroberte die syrische Armee mithilfe der russischen Luftwaffe die Stadt Palmyra aus den Händen des IS. Im Sommer des Jahres 2016 nahm die irakische Armee in Zusammenarbeit mit lokalen Milizen die Stadt Falludscha ein. Zur etwa gleichen Zeit starteten kurdische Truppen eine Offensive auf Manbidsch in Syrien nahe der türkischen Grenze.
Im Juni 2016 begannen die Planungen der syrischen als auch der irakischen Armee zur Eroberung der Städte Ar-Raqqah in Syrien und Mossul (siehe: Schlacht um Mossul) im Irak. Bis Januar 2017 gelang es, den östlichen Stadtteil von Mossul zu befreien.
Bis zum 9. März 2016 wurden nahezu 11.000 Luftangriffe gegen den Islamischen Staat (sowie vereinzelt gegen Al-Nusra) durchgeführt. Dabei kamen über 27.000 Kämpfer ums Leben, und mehr als 22.000 strategische Ziele wurden zerstört, darunter 139 Panzer, 371 Humvees sowie 1.216 Objekte der Öl-Infrastruktur. Etwa 80 % dieser Angriffe wurden von den US-Streitkräften ausgeführt, während die verbleibenden 20 % von anderen Koalitionsmitgliedern, darunter das Vereinigte Königreich und Australien, getragen wurden. Insgesamt trafen 7.268 Angriffe Ziele im Irak, während 3.602 in Syrien erfolgten. Am 12. Juni 2016 wurde berichtet, dass in jenem Jahr bereits 120 ranghohe IS-Mitglieder, darunter Anführer, Kommandeure, Propagandisten und Rekrutierer, eliminiert worden seien.
Siehe Schlacht um ar-Raqqa

## Bisherige Ergebnisse
- Der IS hat seit Beginn der Operation 30 % seines Territoriums im Irak verloren.
- Verlust wichtiger Städte (Falludscha, Rahmadi) im Irak
- Ölhandel als wichtige Einnahmequelle des IS wurde durch Luftangriffe stark eingeschränkt.
- Die Bewegungsfreiheit des IS wird außerdem durch die ständige Präsenz von Kampfflugzeugen und Drohnen der Koalition stark eingeschränkt, so dass der IS nicht mehr gefahrlos operieren kann.
- Lokale Kräfte wie die Freie Syrische Armee oder die Kurdischen Peschmerga werden gezielt ausgerüstet und ausgebildet, weshalb ihre Schlagkraft immens ansteigt.

Bis März 2018 wurden rund 32.000 Luftangriffe gegen den IS ausgeführt und ca. 100.600 Bomben geworfen.
Bei diesen Angriffen wurden mehr als 27.000 Kämpfer und über 120 Anführer des IS getötet.
80 % der Luftschläge wurde durch das US-Militär im Zuge der Operation Inherent Resolve durchgeführt.
Nach Angaben der US-Streitkräfte sind von 2014 bis Mai 2017 mindestens 484 Zivilisten bei Angriffen der Koalition gegen den IS getötet worden. Laut dem CJTF-OIR Oberkommando flogen die verbündeten Streiftkräfte von August 2014 bis Januar 2019 insgesamt 33.931 Luftangriffe. Dabei wurden offiziell 1257 Zivilisten unbeabsichtigt getötet.
Erstmals nach über 100 Jahren kam es zu einem direkten militärischen Zusammenstoß mit russischem Militär.